# براندان كانتي
براندان كانتي (بالإنجليزية: Brendan Canty)‏ هو ملحن وعازف قيثارة وطبال وموسيقي أمريكي، ولد في 9 مارس 1966 في تينيك (نيوجيرسي) في الولايات المتحدة.

## وصلات خارجية
- الموقع الرسمي
- براندان كانتي على موقع IMDb (الإنجليزية)
- براندان كانتي على موقع ميوزك برينز (الإنجليزية)
- براندان كانتي على موقع أول موفي (الإنجليزية)
- براندان كانتي على موقع أول ميوزيك (الإنجليزية)
- براندان كانتي على موقع ديسكوغز (الإنجليزية)
- براندان كانتي على موقع قاعدة بيانات الفيلم (الإنجليزية)
- براندان كانتي على موقع كينوبويسك (الروسية)